# Уинн, Алан
А́лан Джо Уи́нн (англ. Alan Joe Winn; 18 февраля 1996, Даллас, Техас, США) — американский футболист, нападающий.

## Карьера

### Молодёжная карьера
Во время обучения в Университете Северной Каролины в Чапел-Хилле в 2014—2017 годах Уинн играл за университетскую футбольную команду в Национальной ассоциации студенческого спорта.
В 2016 году также выступал в Национальной премьер-лиге за клуб «Каролина Рэйлхокс Эн-пи-эс-эл», в 2017 году — в Премьер-лиге развития за клуб «Тобаккоу Роуд».

### Клубная карьера
19 января 2018 года на Супердрафте MLS 2018 Уинн был выбран во втором раунде под общим 25-м номером клубом «Колорадо Рэпидз», но подписан не был.
9 февраля 2018 года Уинн подписал контракт с клубом USL «Нэшвилл». Его профессиональный дебют состоялся 31 марта 2018 года в матче против «Бетлехем Стил». 7 апреля 2018 года в матче против «Шарлотт Индепенденс» он забил свой первый гол в профессиональной карьере.
После того как «Нэшвилл» был преобразован во франшизу MLS, Уинн был подписан вновь образованным клубом 22 ноября 2019 года. 29 февраля 2020 года участвовал в дебютном матче «Нэшвилла» в высшей лиге, соперником в котором была «Атланта Юнайтед». По окончании сезона 2020 контракт Уинна с «Нэшвиллом» истёк.
28 августа 2021 года Уинн подписал контракт с клубом Чемпионшипа ЮСЛ «Мемфис 901». Дебютировал за «Мемфис 901» на следующий день в матче против «Спортинга Канзас-Сити II», выйдя на замену во втором тайме. 16 октября 2021 года в матче против «Атланты Юнайтед 2» забил свой первый гол за «Мемфис 901».

### Международная карьера
В составе сборной США до 17 лет Уинн участвовал в юношеском чемпионате КОНКАКАФ 2013.

## Статистика
| Выступление      | Выступление      | Выступление      | Лига | Лига | Плей-офф | Плей-офф | Кубок | Кубок | Итого | Итого |
| Клуб             | Лига             | Сезон            | Игры | Голы | Игры     | Голы     | Игры  | Голы  | Игры  | Голы  |
| ---------------- | ---------------- | ---------------- | ---- | ---- | -------- | -------- | ----- | ----- | ----- | ----- |
| Нэшвилл          | USLC             | 2018             | 27   | 4    | 1        | 0        | 2     | 0     | 30    | 4     |
| Нэшвилл          | USLC             | 2019             | 25   | 3    | 2        | 0        | 2     | 0     | 29    | 3     |
| Нэшвилл          | Итого            | Итого            | 52   | 7    | 3        | 0        | 4     | 0     | 59    | 7     |
| Нэшвилл          | MLS              | 2020             | 7    | 0    | 0        | 0        | —     | —     | 7     | 0     |
| Нэшвилл          | Итого            | Итого            | 7    | 0    | 0        | 0        | —     | —     | 7     | 0     |
| Мемфис 901       | USLC             | 2021             | 15   | 1    | 1        | 0        | —     | —     | 16    | 1     |
| Мемфис 901       | Итого            | Итого            | 15   | 1    | 1        | 0        | —     | —     | 16    | 1     |
| Всего за карьеру | Всего за карьеру | Всего за карьеру | 74   | 8    | 4        | 0        | 4     | 0     | 82    | 8     |